# TFF Primera División
La TFF Primera División (por razones de patrocinio PTT 1.Lig y anteriormente Bank Asya 1.Lig) es la segunda categoría del sistema turco de fútbol. La liga fue fundada en 2001 después de haber sido dividida la segunda Liga de Turquía (categoría B) que fue el segundo nivel de la liga turca entre 1963 y 2001. Fue fundada como la segunda liga de Turquía categoría A, en 2007-08 fue rebautizada TFF Primera División
Antes de la temporada 2005-06, los tres primeros equipos fueron promovidos a la Superliga de Turquía y en la parte inferior tres equipos eran relegados a la Segunda Liga de la categoría B. Desde la temporada 2005-06, los dos mejores equipos son promovidos directamente a la Superliga, y los equipos clasificados del tercero a sexto lugar deben competir en un play-off, donde el tercer equipo clasificado juega un partido con el sexto clasificado, y el cuarto clasificado juega contra el quinto. Los ganadores de sendos partidos juegan un nuevo partido para decidir quién de ellos es el tercer equipo en ascender.

## Equipos de la temporada 2025-26
| Equipo             | Ciudad               | Estadio                       | Capacidad |
| ------------------ | -------------------- | ----------------------------- | --------- |
| Adana Demirspor    | Adana                | Nuevo Estadio de Adana        | 33,500    |
| Amedspor           | Diyarbakır           | Nuevo Estadio de Diyarbakır   | 33,000    |
| Bandırmaspor       | Balıkesir (Bandırma) | 17 Eylül Stadium              | 12,725    |
| Bodrum             | Bodrum               | Bodrum İlçe Stadium           | 4,563     |
| Boluspor           | Bolu                 | Bolu Atatürk Stadium          | 8,456     |
| Çorum F. K.        | Çorum                | Estadio Çorum Şehir           | 15,000    |
| Esenler Erokspor   | Estambul (Esenler)   | Estadio Esenler               | 5,296     |
| Erzurumspor FK     | Erzurum              | Estadio Kâzım Karabekir       | 23,700    |
| Hatayspor          | Antioquía            | Mersin Arena                  | 25,947    |
| Iğdır F.K.         | Iğdır                | Estadio de la Ciudad de Iğdır | 2,700     |
| İstanbulspor       | Estambul (Esenyurt)  | Estadio Necmi Kadıoğlu        | 4,491     |
| Keçiörengücü       | Ankara (Keçiören)    | Ankara Aktepe Stadium         | 4,883     |
| Manisa FK          | Manisa               | Mümin Özkasap                 | 3,000     |
| Pendikspor         | Estambul (Pendik)    | Estadio Pendik                | 2,500     |
| Sakaryaspor        | Adapazarı            | Sakarya Atatürk Stadyumu      | 28,113    |
| Sariyer            | Estambul (Sarıyer)   | Estadio Yusuf Ziya Öniş       | 4,100     |
| Serik Belediyespor | Serik                | Estadio İsmail Oğan           | 2,250     |
| Sivasspor          | Sivas                | Sivas Arena                   | 27,532    |
| Ümraniyespor       | Ümraniye             | Ümraniye İlçe Stadyumu        | 15,000    |
| Vanspor            | Van                  | Van Atatürk Stadı             | 5,885     |

## Palmarés
Los campeones de la segunda categoría del fútbol de Turquía.

### Segunda Liga de Turquía
| Temporada | Campeones                                               |
| --------- | ------------------------------------------------------- |
| 1963-64   | Şekerspor                                               |
| 1964-65   | Vefa                                                    |
| 1965-66   | Eskişehirspor - Altinordu                               |
| 1966-67   | Bursaspor - Mersin Idman Yurdu                          |
| 1967-68   | Izmirspor – İstanbulspor                                |
| 1968-69   | Samsunspor - Ankaragücü                                 |
| 1969-70   | Boluspor - Karşiyaka Izmir                              |
| 1970-71   | Giresunspor - Adanaspor                                 |
| 1971-72   | Şekerspor - PTT                                         |
| 1972-73   | Adana Demirspor - Kayserispor                           |
| 1973-74   | Zonguldakspor - Trabzonspor                             |
| 1974-75   | Balıkesirspor – Orduspor                                |
| 1975-76   | Samsunspor - Mersin Idman Yurdu                         |
| 1976-77   | Ankaragücü - Diyarbakırspor                             |
| 1977-78   | Göztepe Izmir - Kırıkkalespor                           |
| 1978-79   | Rizespor - Gaziantepspor                                |
| 1979-80   | Mersin Idman Yurdu - Kocaelispor                        |
| 1980-81   | Göztepe - Sakaryaspor – Diyarbakırspor                  |
| 1981-82   | Sarıyer - Antalyaspor - Mersin Idman Yurdu - Samsunspor |
| 1982-83   | Karagümrük - Denizlispor - Gençlerbirliği - Orduspor    |
| 1983-84   | Eskişehirspor - Altay Izmir - Malatyaspor               |
| 1984-85   | Rizespor - Kayserispor - Samsunspor                     |
| 1985-86   | Boluspor - Antalyaspor - Diyarbakır                     |
| 1986-87   | Adana Demirspor - Karşiyaka Izmir - Sakaryaspor         |
| 1987-88   | Adanaspor - Kahramanmaraşspor - Konyaspor               |
| 1988-89   | Gençlerbirliği - Bursaspor Amatör - Zeytinburnuspor     |
| 1989-90   | Bakırköyspor - Gaziantepspor - Aydinspor                |
| 1990-91   | Samsunspor - Altay Izmir - Adana Demirspor              |
| 1991-92   | Kocaelispor - Karşiyaka Izmir - Kayserispor             |
| 1992-93   | Samsunspor                                              |
| 1993-94   | Petrolofisi                                             |
| 1994-95   | Karşiyaka Izmir                                         |
| 1995-96   | Dardanelspor                                            |
| 1996-97   | Kardemir Karabükspor                                    |
| 1997-98   | Erzurumspor                                             |
| 1998-99   | Vanspor                                                 |
| 1999-00   | Yimpaş Yozgatspor                                       |
| 2000-01   | Göztepe Izmir                                           |

### TFF Primera División
| Temporada | Campeón              | Subcampeón                       | Tercer Ascenso      |
| --------- | -------------------- | -------------------------------- | ------------------- |
| 2001-02   | Altay Izmir          | Elazığspor                       | Adanaspor           |
| 2002-03   | Konyaspor            | Çaykur Rizespor                  | Akçaabat Sebatspor  |
| 2003-04   | Sakaryaspor          | Kayserispor                      | Ankaraspor          |
| 2004-05   | Sivasspor            | Manisaspor                       | Kayseri Erciyesspor |
| 2005-06   | Bursaspor            | Antalyaspor                      | Sakaryaspor         |
| 2006-07   | Gençlerbirliği OFTAŞ | İstanbul Büyükşehir Belediyespor | Kasımpaşa           |
| 2007-08   | Kocaelispor          | Antalyaspor                      | Eskişehirspor       |
| 2008-09   | Manisaspor           | Diyarbakırspor                   | Kasımpaşa           |
| 2009-10   | Karabükspor          | Bucaspor                         | Konyaspor           |
| 2010-11   | Mersin İdmanyurdu    | Samsunspor                       | Orduspor            |
| 2011-12   | Akhisar Belediyespor | Elazığspor                       | Kasımpaşa           |
| 2012-13   | Kayseri Erciyesspor  | Çaykur Rizespor                  | Konyaspor           |
| 2013-14   | İstanbul Başakşehir  | Balıkesirspor                    | Mersin İdmanyurdu   |
| 2014-15   | Kayserispor          | Osmanlispor                      | Antalyaspor         |
| 2015-16   | Adanaspor            | Kardemir Karabükspor             | Alanyaspor          |
| 2016-17   | Sivasspor            | Yeni Malatyaspor                 | Göztepe Izmir       |
| 2017-18   | Çaykur Rizespor      | MKE Ankaragücü                   | Erzurumspor BB      |
| 2018-19   | Denizlispor          | Gençlerbirliği                   | Gazişehir Gaziantep |
| 2019-20   | Hatayspor            | Erzurumspor BB                   | Fatih Karagümrük SK |
| 2020-21   | Adana Demirspor      | Giresunspor                      | Altay Spor Kulübü   |
| 2021-22   | Ankaragücü           | Ümraniyespor                     | Istanbulspor AŞ     |
| 2022-23   | Samsunspor           | Rizespor                         | Pendikspor          |
| 2023-24   | Eyüpspor             | Göztepe Izmir                    | Bodrum FK           |

## Descensos aTFF Segunda División
| Temporada | Clubes descendidos                                                    |
| --------- | --------------------------------------------------------------------- |
| 2001-02   | Hatayspor, Siirt Jetpaspor, Erciyesspor, Batman Petrolspor, Aydınspor |
| 2002-03   | Erzurumspor, Gümüşhane Doğanspor, Etimesgut Şekerspor                 |
| 2003-04   | Adana Demirspor, Göztepe Izmir, İzmirspor                             |
| 2004-05   | Sarıyer, Adanaspor, Fatih Karagümrük                                  |
| 2005-06   | Mersin İdman Yurdu, Yimpaş Yozgatspor, Çanakkale Dardanelspor         |
| 2006-07   | Türk Telekomspor, Akçaabat Sebatspor, Uşakspor                        |
| 2007-08   | Elazığspor, İstanbulspor, Mardinspor                                  |
| 2008-09   | Sakaryaspor, Güngören Belediyespor, Malatyaspor                       |
| 2009-10   | Hacettepespor, Çanakkale Dardanelspor, Kocaelispor                    |
| 2010-11   | Altay Izmir, Diyarbakırspor, Ankaraspor                               |
| 2011-12   | Giresunspor, Sakaryaspor, İstanbul Güngörenspor                       |
| 2012-13   | Göztepe Izmir, Kartalspor, MKE Ankaragücü                             |
| 2013-14   | Fethiyespor, 1461 Trabzon, Tavşanlı Linyitspor, Kahramanmaraşspor     |
| 2014-15   | Manisaspor, Bucaspor, Orduspor                                        |
| 2015-16   | 1461 Trabzon, Kayseri Erciyesspor, Karşıyaka                          |
| 2016-17   | Şanlıurfaspor, Bandırmaspor, Mersin İdmanyurdu                        |
| 2017-18   | Samsunspor, Manisaspor, Gaziantepspor                                 |
| 2018-19   | Afjet Afyonspor, Elazığspor Spor Kulübü, Kardemir Karabükspor         |
| 2019-20   |                                                                       |
| 2020-21   | Akhisar Belediyespor, Ankaraspor, Eskişehirspor}                      |
| 2021-22   | Kocaelispor, Bursaspor, Menemenspor, Balıkesirspor                    |
| 2022-23   | Altınordu Futbol Kulübü, Denizlispor                                  |
| 2023-24   | Tuzlaspor, Altay Spor Kulübü, Giresunspor                             |